# 허안화
허안화(許鞍華, Ann Hui，1947년 5월 23일 －)는 홍콩의 영화감독이다. 1970-80년대를 휩쓴 신낭조(新浪潮) 영화운동의 일원이다. <<투분노해>>(1983) 등 세 차례 홍콩 금상장 감독상을 수상했다. 허안화 감독은 요령성 안산(鞍山)출신으로 중화인민공화국 성립 이후 영국령 홍콩으로 건너갔다.

## 이름 설명
- 부산국제영화제 공식사이트 등에서 홍콩영화감독 허안화를 '안 후이'로 표기하고 있다. 이는 허안화의 영문이름인 'Ann Hui'를 그냥 옮긴 것이다. 중국어발음은 '쉬안화'(쉬안후아)이다.

## 수상기록
- 1983년 《투분노해》로 홍콩 금상장 감독상 수상
- 1996년 《여인사십》으로 홍콩 금상장 감독상 수상
- 2001년 《유령인간》으로 홍콩영화평론가협회상 감독상 수상
- 2006년 《이모의 포스트모던 라이프》로 홍콩영화평론가협회 감독상 수상
- 2009년 《천수위의 낮과 밤》으로 홍콩 금상장 감독상, 홍콩영화평론가협회 감독상 수상